# 本多康禎
本多 康禎（ほんだ やすつぐ）は、近江膳所藩の第12代藩主。康俊系本多家宗家12代。

## 生涯
7代藩主本多康桓の嫡子でのち廃嫡された本多忠薫の三男。文化3年（1806年）、兄で先代藩主の康完の死去により跡を継ぐ。同年12月15日、将軍徳川家斉に拝謁する。同年12月28日、従五位下下総守に叙任する。後に兵部大輔に改める。
文化14年9月10日、奏者番に就任する。幕命により近江国栗太郡の検地を担当し、天保8年（1837年）の大塩平八郎の乱では藩兵を摂津・丹波に派遣した。天保7年（1836年）12月16日、従四位下に昇進する。弘化4年（1847年）3月4日、奏者番を辞任する。同年4月13日、長男の康融に家督を譲って隠居し、翌年10月に62歳で死去した。

## 系譜
父母
- 本多忠薫（実父）
- 本多康完（養父）

正室
- 操姫 ー 島津斉宣の娘

子女
- 本多康融（長男）生母は操姫（正室）
- 朽木綱張（次男）
- 谷衛弼（三男）
- 本多康穣（六男）生母は操姫（正室）
- 植村家保（七男）